# 리영식
리영식(미상 ~ )은 조선민주주의인민공화국의 정치인이다. 전 로동신문 책임주필로 현재 조선로동당 중앙위원회 위원 겸 당 선전선동부 제1부부장이다.

## 경력
조선로동당 부부장으로 2014년 2월 윤우철 후임으로 로동신문 책임주필에 임명되었다. 2016년 5월, 조선로동당 제7차 대회에서 조선로동당 중앙위원회 위원에 임명되었다. 2017년 10월 개최된 당 중앙위원회 제7기 제2차전원회의 결정으로 로동신문 책임주필에서 물러났다.